# Рудзенко (Люблінське воєводство)
Рудзенко (пол. Rudzienko) — село в Польщі, у гміні Міхів Любартівського повіту Люблінського воєводства.
Населення — 433 особи (2011).
У 1975-1998 роках село належало до Люблінського воєводства.

## Демографія
Демографічна структура станом на 31 березня 2011 року:
|          | Загалом | Допрацездатний вік | Працездатний вік | Постпрацездатний вік |
| -------- | ------- | ------------------ | ---------------- | -------------------- |
| Чоловіки | 218     | 48                 | 142              | 28                   |
| Жінки    | 215     | 45                 | 125              | 45                   |
| Разом    | 433     | 93                 | 267              | 73                   |